# Secret (chanson de Madonna)
Pour les articles homonymes, voir Secret (homonymie).
Singles de Madonna
I'll Remember
(1994) Take a Bow
(1994)
Pistes de Bedtime Stories
Survival
(1) I'd Rather Be Your Lover
(3)
Secret est un single de l'album Bedtime Stories de Madonna. Il a plus tard été inclus sur ses les compilations GHV2 (2001) et Celebration (2009) . Il a été écrit et produit par Madonna et Shep Pettibone avec qui elle avait collaboré sur l'album Erotica (1992). Lors de sa sortie, la chanson a été créditée à Madonna et Dallas Austin, tandis que Pettibone sera reconnu comme coauteur seulement à la sortie de la compilation GHV2 Remixed: The Best of 1991–2001 (2001). La mélodie reprend celle de Smooth Operator de Sade.